# Italia Oggi
Italia Oggi es un diario económico italiano. Fue fundado en Milán por Francesco Zuzic y Pietro Angeli en 1986.

## Historia
Francesco Zuzic y Pietro Angeli fundaron en 1986 Wolters Kluwer, una editorial de libros de economía y fiscalidad con sede en Milán.  Unos años más tarde decidieron impulsar un diario de información económica. Con periodistas como Livio Sposito, Bruno Costi o Mario Margiocco, con Gegia Celotti como responsable del proyecto gráfico y la publicidad en manos de Publikompass y bajo la dirección de Marco Borsa y Alberto Mazzuca. El  primer número salió a la luz el 19 de noviembre de 1986. 
Gracias a acuerdos con el Wall Street Journal y The Independent  y un diseño inspirado en el periódico estadounidense USA Today, representó un fuerte impulso innovador en Italia. Italia Oggi se dirigió al mundo de los profesionales, aprovechando la especialización de Ipsoa en este campo, y al mundo del ahorro, aprovechando el reciente nacimiento de los fondos mutuos de inversión . 
A finales de 1987, el periódico fue vendido al fabricante Giuseppe Cabassi. Comenzó un torbellino de cambios de propiedad. Ni siquiera diez meses después el periódico fue vendido de nuevo, esta vez al Grupo Ferruzzi que, poco después implicado con Raúl Gardini en el escándalo de Enimont, decidió vender el periódico, que volvió brevemente en 1991 a Francesco Zuzic. El periódico suspendió publicaciones del 28 de junio  al 6 de agosto de 1991. Durante este período, la sede se trasladó a via Marco Burigozzo al nuevo propietario, Class Editori . Se inició una convivencia con MF Milano Finanza, el otro periódico de la editorial. La nueva dirección se fijó el objetivo de una tirada de 27 000 ejemplares  y confió la dirección a Pierluigi Magnaschi, quien así se vio añadiendo este papel al de director de MF Milano Finanza .

## Directores
- Marco Borsa (19 de noviembre de 1986 - septiembre de 1987)
- Pierluigi Magnaschi (18 de octubre de 1987 - 15 de diciembre de 1988)
- Giuseppe Columba (16 de diciembre de 1988 - febrero de 1990)
- Antonio Mereu (¿febrero de 1990 - 27 de junio de 1991?)
- Pierluigi Magnaschi, segunda vez (7 de agosto de 1991 - 13 de septiembre de 1999) [4]
- Mauro Tedeschini (14 de septiembre de 1999 - 4 de julio de 2000)

- Franco Bechis (1 de febrero de 2006 - noviembre de 2009)
- Pierluigi Magnaschi, 3.ª vez (noviembre de 2009 - en el cargo )

## Difusión
La tirada de un periódico se obtiene, según el criterio de ADS, de la suma de: Total Pagado  + Total Libre + Circulación exterior + Ventas al por mayor.